# Павлов, Леонид Николаевич (архитектор)

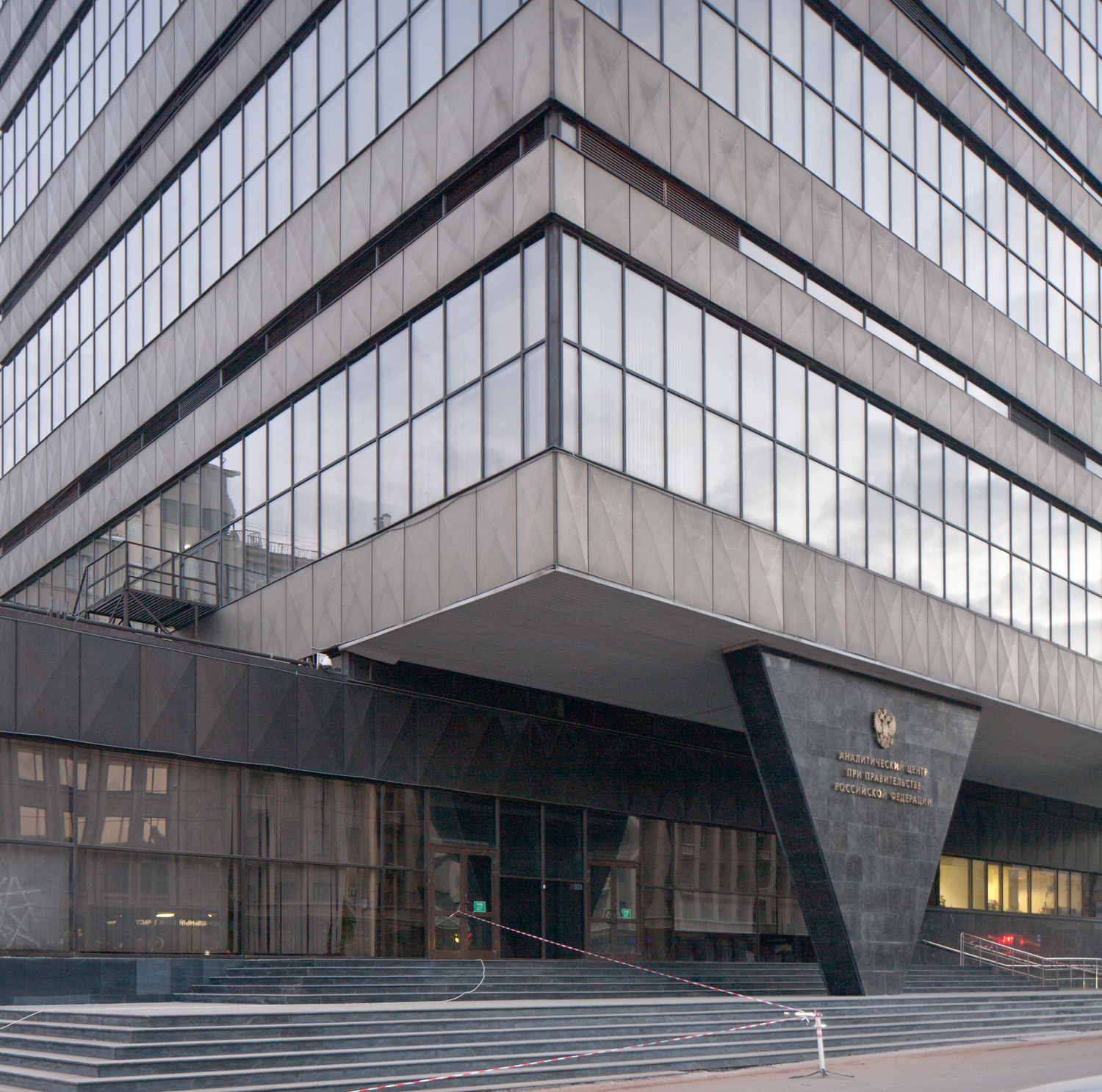
Здание Вычислительного центра Госплана

Леони́д Никола́евич Па́влов (1909—1990) — советский архитектор. Заслуженный архитектор РСФСР (1975). Профессор Московского архитектурного института.

## Биография
Родился 27 июля (9 августа) 1909 года в городе Манглиси (Грузия). Учился в московском ВХУТЕМАСе — ВХУТЕИНе (окончил в 1930 году). Среди преподавателей: Николай Ладовский, Александр Веснин, Иван Леонидов.
После окончания института работал художником в Государственном театре имени Вс. Мейерхольда. Затем работал архитектором в мастерской В. А. Веснина, где участвовал в проектировании и строительстве Днепрогэс. В 1937–1941 годах учился в аспирантуре Академии архитектуры СССР у И. В. Жолтовского и А. В. Щусева. Защитил диссертацию на тему «Музыкальные пропорции в архитектуре».
В 1942—1949 годах — старший научный сотрудник Академии архитектуры СССР. С 1951 года работал в институте «Моспроект», в мастерской № 3 (руководитель А. В. Власов). Участвовал в планировке и застройке Юго-Западного района Москвы. В 1960–1962 годах работал в Управлении по проектированию Всемирной выставки 1967 года. Затем перешёл в управление «Моспроект-2», где возглавил мастерскую № 11. В 1986 году его мастерскую перевели в «Моспромпроект».
С 1934—1948 годах и с 1956 года преподавал в Московском архитектурном институте, профессор с 1974 года

## Проекты
- Проект социалистического расселения при Магнитогорском металлургическом комбинате (1930, в составе группы архитекторов под руководством И. И. Леонидова)[2].
- Конкурсный проект Дворца Советов (1931)[7]
- Проект оперно-драматического театра в Петрозаводске (1944-1945)[3][7]
- Проект Дома Советов в Сталинграде (1946)[7]
- Проекты типовых зданий (1940-е)[7]
- Конкурсный проект Пантеона в Москве (1954)[7]
- Проект комплекса всемирной выставки 1967 в Москве (1962)[7]
- Конкурсный проект перепланировки центра Москвы (1967)[7]

## Основные работы

### Вычислительные центры
- Вычислительный центр Госплана СССР (1966—1974)[8]
- Вычислительный центр «Каскад» (1983)[8]
- Вычислительный центр Центрального статистического управления на Измайловском шоссе (1968—1980)[8]
- Вычислительный центр Госбанка на Химкинском бульваре (1974—1996)[8]

### Научно-исследовательские учреждения

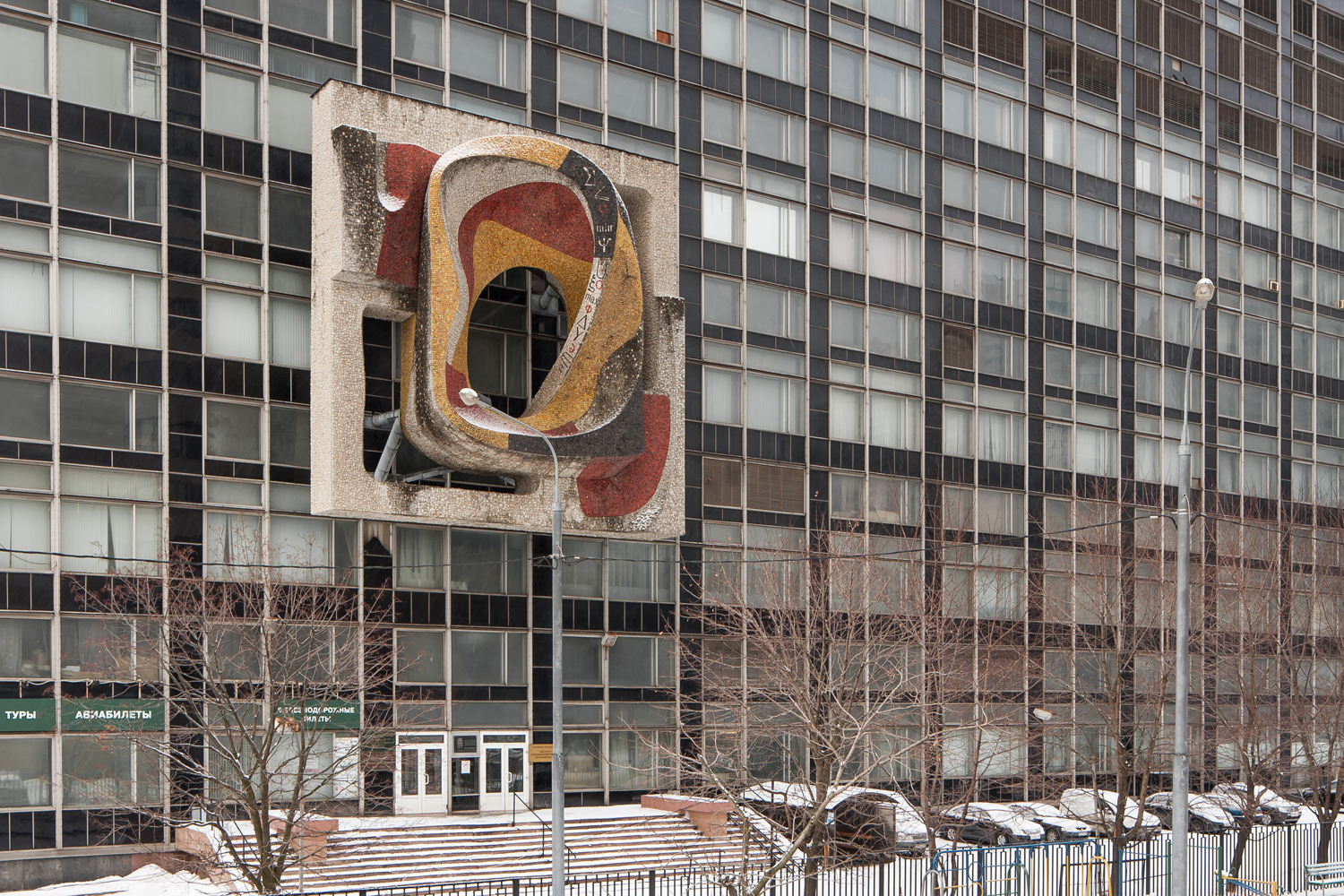
Горельеф «Лента Мёбиуса» над центральным входом в Центральный экономико-математический институт

- Центральный экономико-математический институт АН СССР на Нахимовском проспекте в Москве (1966—1978)[9]; соавторы: И. Я. Ядров, Г. В. Колычева, Г. Д. Дембовская[8]
- НИИ вакуумной техники (1967)[8]; соавторы: И. Я. Ядров, М. Е. Красников
- НИИ пожарной автоматики (1960-е)[8]
- Всесоюзный научно-технический информационный центр (1960е-70е)[8]; соавторы: А. П. Семёнов, Т. Адлерова

### Станции метро
- Станция метро «Добрынинская» (1950); соавторы: М. А. Ильин, М. А. Зеленин, Я. В. Татаржинская[8]
- Станция метро «Нагатинская» (1983); соавторы: Л. Ю. Гончар, И. Г. Петухова, А. П. Семенов, Н. И. Шумаков[8]
- Станция метро «Серпуховская» (1983); соавторы Н. А. Алёшина, Л. Ю. Гончар[8]

### Культурно-выставочные сооружения

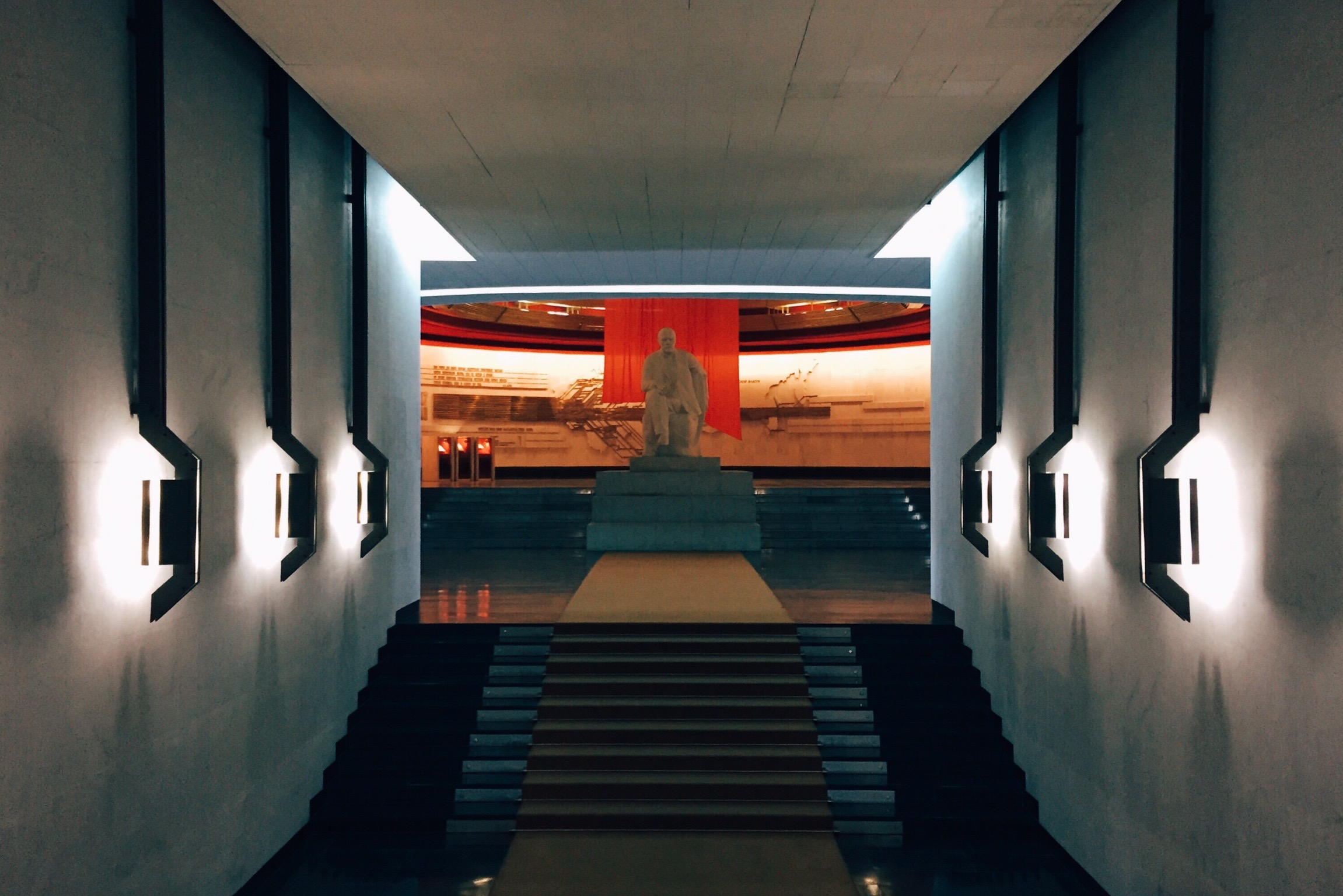
Интерьер музея в Горках Ленинских

- Павильон «Геология» (бывший «Лён и другие прядильные культуры») на ВСХВ (1939—1954); соавтор: К. Н. Афанасьев
- Павильон-музей «Траурный поезд В. И. Ленина» на Павелецкой пл., д. 1а в Москве[3]
- Мемориальный музей В. И. Ленина в Горках (1975—1984 гг.; строительство 1985—1987 гг.)

### Станции технического обслуживания автомобилей
- Станция технического обслуживания автомобилей «Кунцево» на 56-м километре МКАД близ Немчиновки (1978—1984)[10][11]
- Станция технического обслуживания автомобилей (СТОА) на Варшавском шоссе (1967—1977)[3]
- Станция технического обслуживания автомобилей «Москвич» на Минском шоссе (1968—1978)[8]

### Прочие здания
- Дом советов в Молодечно[5]
- Дом Союзов в Барнауле[5]
- Дом Союзов в Ашхабаде[5]
- Посольство Кубы в Москве[5]
- Посольство Югославии в Москве[5]
- Дворец водного спорта в Измайлове[4]
- Жилые дома № 32 и № 39 на Ленинском проспекте в Москве (1960-е)[6]
- Корпус здания Госплана СССР в Георгиевском переулке (1967, ныне здание Государственной думы РФ)[6]
- Гостиница «Останкино» (1954)
- Женский лечебно-трудовой профилакторий (1978—1988)[8]
- Здание государственной фельдъегерской службы (1984)[8]

### Скульптурные работы
- Надгробный памятник Ивану Леонидову (1959)[7]

## Память
Похоронен на Кунцевском кладбище.

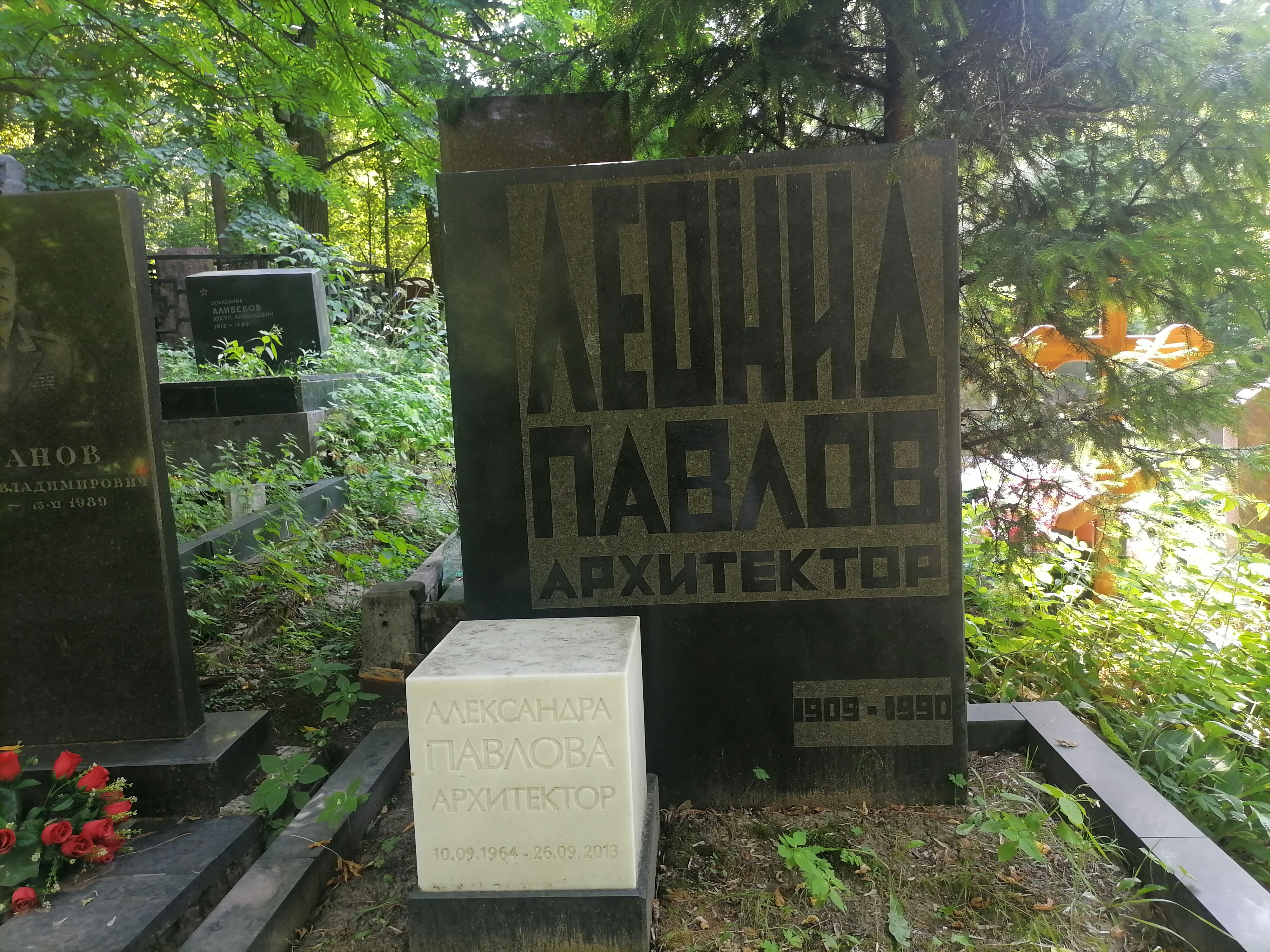
Могила на Кунцевском кладбище

С 8 июня по 20 сентября 2010 г. в Москве в залах Государственного научно-исследовательского музея архитектуры проходила выставка, посвящённая столетию со дня рождения Л. Н. Павлова.